# Bay Lake (sjö i Kanada, Ontario, Algoma, lat 46,28, long -83,09)
Bay Lake är en sjö i Algoma District i provinsen Ontario i den sydöstra delen av Kanada. Bay Lake ligger 215 meter över havet. Sjön har sitt utlopp i öster och vattnet rinner via en mindre sjö till Canoe Lake. Bay Lake tillhör Blind Rivers avrinningsområde.